# Годейн, Павел Петрович
Павел Петрович Годейн (Годеин) (1784—1847) — генерал-лейтенант русской императорской армии; командир Школы гвардейских подпрапорщиков и кавалерийских юнкеров.

## Биография
Родился 3 (14) декабря 1784 года. Отец — «коллежский советник и кавалер» Пётр Павлович Годеин (13.01.1746 — 16.09.1794); мать — Маргарита Францевна Брок. После смерти жены отец женился вторично (Елизавета Ивановна; 13.03.1748 — 12.06.1839). П. П. и Е. И. Годеины похоронены у Введенской (Богородицкой) церкви в селе Новые Горки Чернского уезда Тульской губернии.
Был офицером лейб-гвардии Гусарского полка (1805—1812). В Отечественную войну 1812 года  — поручик лейб-гвардии Измайловского полка, дивизионный адъютант генерал-майора Башуцкого. Полковник с 1816 года; в 1823—1831 годах — командир Школы гвардейских подпрапорщиков и кавалерийских юнкеров.
Генерал-майор с 1 января 1826 года. Директор 1-го кадетского корпуса (1832—1843) и председатель Комитета о возобновлении зданий 1-го и 2-го кадетских корпусов; генерал-лейтенант.
В 1834 году недалеко от родового имения он основал село Петровское.
Был членом совета и инспектором военно-учебных заведений.
Умер 24 июля (5 августа) 1847 года в Воронеже, инспектируя Михайловский Воронежский кадетский корпус. Был похоронен в Алексеевском мужском монастыре.

## Награды
Был награждён орденами Российской империи, высшие степени которых:
- орден Св. Анны 1-й ст. (21.04.1829); императорская корона к ордену — 03.04.1838)
- орден Св. Георгия 4-й степени за выслугу лет (№ 4300; 19.12.1829)
- орден Св. Владимира 2-й ст. (1840)
- орден Белого орла (19.04.1842)
- орден Св. Александра Невского (07.04.1846)[2]

## Семья
Жена — Пелагея Ивановна (1785—1854), была похоронена на Кузьминском кладбище Царского села. Их дети:
- Пётр (1814—1850); по рассказам современников, Пётр Годейн — один из немногих, кто почитал Лермонтова как поэта и гордился им — часто отбывал за него службу в Школе гвардейских подпрапорщиков. Женился 29 октября 1841 года на дочери почётного гражданина Надежде Александровне Сапожниковой.
- Анна, замужем за Александром Максимовичем Дренякиным.